# (9775) Joeferguson
(9775) Joeferguson est un astéroïde de la ceinture principale.

## Description
(9775) Joeferguson est un astéroïde de la ceinture principale. Il fut découvert le 19 juillet 1993 à La Silla par Eric Walter Elst. Il présente une orbite caractérisée par un demi-grand axe de 2,61 UA, une excentricité de 0,15 et une inclinaison de 2,6° par rapport à l'écliptique.

## Compléments